# 加勒比海真巨口魚
加勒比海真巨口魚（学名：Eustomias xenobolus）为輻鰭魚綱巨口鱼目巨口鱼科的其中一種。分布於西大西洋區的加勒比海海域，為深海魚類，體長可達17公分。

## 扩展阅读
維基物種上的相關：加勒比海真巨口魚